# Bruce
Bruce ist ein männlicher Vorname und ein Familienname. Bruce ist die englische Form der normannischen Ortschaft Brix. Der Familienname stammt von Robert de Brus, einem normannischen Ritter, der angeblich während der normannischen Eroberung nach England kam. Dessen Sohn Robert wurde vom schottischen König David I. zum Lord von Annandale ernannt, womit er Begründer des Clan Bruce wurde. Aus der Familie stammen auch der Robert de Brus, der 1291 erfolglos Ansprüche auf den schottischen Thron erhob, und dessen Enkel gleichen Namens, der gemeinsam mit William Wallace für die Unabhängigkeit von Schottland kämpfte und von 1306 bis 1329 König von Schottland war. Das Familienmotto lautet Fuimus („Wir sind gewesen“).

## Namensträger

### Vorname
- Bruce Abbott (* 1954), US-amerikanischer Schauspieler
- Bruce A. Ackerman (* 1943), US-amerikanischer Philosoph
- Bruce Adams (* 1951), britischer Jazzmusiker
- Bruce Alger (1918–2015), US-amerikanischer Politiker
- Bruce Allpress (1930–2020), neuseeländischer Schauspieler
- Bruce Armstrong (* 1965), US-amerikanischer American-Football-Spieler
- Bruce Bechtold (* 1952), deutscher Katamaransegler
- Bruce J. Berne (* 1940), US-amerikanischer Chemiker
- Bruce Blackadar (* 1948), US-amerikanischer Mathematiker
- Bruce Bolesky (* 1957), US-amerikanischer Freestyle-Skier
- Bruce Boxleitner (* 1950), US-amerikanischer Schauspieler
- Bruce Braley (* 1957), US-amerikanischer Politiker
- Bruce Campbell (* 1958), US-amerikanischer Schauspieler
- Bruce Channel (* 1940), US-amerikanischer Musiker
- Bruce Chatwin (1940–1989), britischer Schriftsteller
- Bruce Cohen (* 1961), US-amerikanischer Filmproduzent
- Bruce Conner (1933–2008), US-amerikanischer Filmregisseur und bildender Künstler
- Bruce Alexander Cook (1932–2003), US-amerikanischer Journalist und Schriftsteller
- Bruce Darnell (* 1957), US-amerikanischer Dressman, Fotomodel und Choreograf
- Bruce Dickinson (* 1958), britischer Rockmusiker
- Bruce A. Evans (* 1946), US-amerikanischer Drehbuchautor, Filmproduzent und Regisseur
- Bruce Fielder, bekannt als Sigala (* 1989 oder 1992), britischer DJ und Produzent
- Bruce Goodin (* 1969), neuseeländischer Springreiter
- Bruce Grocott, Baron Grocott (* 1940), britischer Politiker
- Bruce Guthro (1961–2023), kanadischer Songwriter und Leadsänger der schottischen Band Runrig
- Bruce Hamilton (General) (1857–1936), britischer General
- Bruce Hamilton (Eishockeyspieler) (* 1927), kanadischer Eishockeyspieler und -trainer
- Bruce Harris (* 1979), US-amerikanischer Jazzmusiker
- Bruce Hornsby (* 1954), US-amerikanischer Pianist
- Bruce Hungerford (1922–1977), australischer klassischer Pianist
- Bruce Hutchison (1901–1992), kanadischer Schriftsteller und Journalist
- Bruce Ijirighwo (* 1949), nigerianischer Sprinter
- Bruce Inkango (* 1984), französischer Fußballspieler kongolesischer Herkunft
- Bruce Irons (1924–1983), kanadischer Ingenieur
- Bruce Irvin (* 1987), US-amerikanischer American-Football-Spieler
- Bruce Jennings (1926–1997), US-amerikanischer Autorennfahrer
- Bruce Jones (* 1944), US-amerikanischer Comic- und Drehbuchautor
- Bruce King (1924–2009), US-amerikanischer Politiker
- Bruce Lawrence (Bassist) (1926/27–2015), US-amerikanischer Kontrabassist
- Bruce Lee (1940–1973), Kampfkünstler und Schauspieler aus Hong Kong
- Bruce Li (* 1950), chinesischer Bruce-Lee-Imitator
- Bruce M. Lockhart (* 1960), US-amerikanischer Historiker, Linguist und Südostasienwissenschaftler
- Bruce Low (1913–1990), niederländischer Schlagersänger
- Bruce McLaren (1937–1970), neuseeländischer Automobilrennfahrer
- Bruce Nauman (* 1941), US-amerikanischer Konzeptkünstler
- Bruce C. Ogilvie (1920–2003), US-amerikanischer Sportpsychologen
- Bruce Payne (* 1958), britischer Schauspieler
- Bruce Perens (* 1958), US-amerikanischer Informatiker
- Bruce Rankin (1952–2017), britischer Opernsänger (Tenor)
- Bruce Rauner (* 1956), US-amerikanischer Politiker und Unternehmer
- Bruce Reynolds (1931–2013), britischer Postzugräuber
- Bruce Schneier (* 1963), US-amerikanischer Kryptologe
- Bruce A. Segal (* 1959), US-amerikanischer Amateurastronom
- Bruce Smith (Footballspieler) (* 1963), US-amerikanischer American-Football-Spieler
- Bruce Lannes Smith (1909–1987), US-amerikanischer Politik- und Kommunikationswissenschaftler
- Bruce Springsteen (* 1949), US-amerikanischer Rockmusiker
- Bruce A. D. Stocker (1917–2004), US-amerikanischer Mikrobiologe und Immunologe
- Bruce Venture (* 1985), US-amerikanischer Pornodarsteller
- Bruce Willis (* 1955), US-amerikanischer Schauspieler
- Bruce Winstein (1943–2011), US-amerikanischer Experimentalphysiker
- Bruce Yandle (* 1933), US-amerikanischer Wirtschaftswissenschaftler
- Bruce Yarnell (1935–1973), US-amerikanischer Schauspieler, Musical- und Opernsänger
- Bruce A. Young (* 1956), US-amerikanischer Fernseh-, Film- und Theaterschauspieler

und als fiktive Person:
- Bruce Wayne, Alter Ego des Comic-Helden Batman
- Bruce Banner, Alter Ego des Comic-Helden Hulk

### Familienname

#### A
- Adolf Adam von Bruce (1835–1901), deutscher Beamter und Mäzen
- Ailsa Mellon Bruce (1901–1969), US-amerikanische Sammlerin, Philanthropin und Mäzenin
- Alastair Bruce, 5. Baron Aberdare (* 1947), britischer Politiker
- Alastair Andrew Bernard Reibey Bruce de Crionaich (* 1960), britischer General
- Alastair Bruce (Schriftsteller) (* 1972), südafrikanisch-britischer Schriftsteller
- Alex Bruce (Fußballspieler, 1952) (* 1952), schottischer Fußballspieler
- Alex Bruce (Fußballspieler, 1984) (* 1984), englisch-irischer Fußballspieler
- Alexander Bruce (Geistlicher) († 1307), schottischer Geistlicher und Rebell
- Alexander Bruce, 1. Earl of Carrick (zwischen 1312 und 1314–1333), schottischer Adliger
- Alexander Bruce, 2. Earl of Kincardine (1629–1680), schottischer Erfinder, Adliger und Politiker
- Alexander Bruce, 6. Lord Balfour of Burleigh (1849–1921), britischer Politiker, Oberhausmitglied und Minister für Schottland
- Alexandra Bruce (Alex Bruce; * 1990), kanadische Badmintonspielerin
- Alison Bruce (* 1962), neuseeländische Schauspielerin
- Andrea Bruce (* 1955), jamaikanische Leichtathletin
- Andrew Bruce, 11. Earl of Elgin (* 1924), britischer Lord
- Andrew Bruce (* 1958), Sprinterin aus Trinidad und Tobago
- Andy Bruce (* 1969), britischer Jazzmusiker
- Andrew D. Bruce (1894–1969), US-amerikanischer Generalleutnant

#### B
- Ben Bruce (* 1988), britischer Rockmusiker
- Blanche Bruce (1841–1898), US-amerikanischer Politiker
- Bruce Bruce (* 1965), US-amerikanischer Komiker und Schauspieler

#### C
- Carlos Bruce (* 1957), peruanischer Politiker
- Carol Bruce (1919–2007), US-amerikanische Sängerin, Bühnen- und Filmschauspielerin
- Carolina Benedicks-Bruce (1856–1935), schwedische Bildhauerin
- Caroline Bruce (* 1986), US-amerikanische Schwimmerin
- Catherine Wolfe Bruce (1816–1900), US-amerikanische Philanthropin
- Charles Bruce (Kolonialbeamter) (1836–1920), britischer Kolonialbeamter, Indologe, Gouverneur von Mauritius
- Charles Frederick Brudenell-Bruce (1849–1936), britischer Politiker
- Charles Granville Bruce (1866–1939), britischer Offizier und Bergsteiger
- Charles Morelle Bruce (1853–1938), US-amerikanischer Politiker, kommissarischer Gouverneur des Arizona-Territoriums
- Christian Bruce († 1356), schottische Adlige

#### D
- Dan Bruce (Fußballspieler) (1868–1931), schottischer Fußballspieler
- Dan Bruce (Jazzmusiker) (* um 1980), US-amerikanischer Jazzmusiker
- David Bruce (Mediziner, † 1690) († 1690), schottischer Physiker und Mediziner
- David Bruce (Mediziner, 1855) (1855–1931), australisch-britischer Militärarzt, Parasitologe und Tropenarzt
- David Bruce (Fußballspieler) (1911–1976), schottischer Fußballspieler
- David Bruce (Schauspieler) (1914–1976), US-amerikanischer Schauspieler
- David Bruce (Eishockeyspieler) (* 1964), kanadischer Eishockeyspieler
- David K. E. Bruce (1898–1977), US-amerikanischer Jurist und Diplomat
- Dejan Bruce (* 2002), deutscher Basketballspieler
- Dix Bruce (1952–2023), US-amerikanischer Folk- und Jazz-Gitarrist
- Donald Bruce, Baron Bruce of Donington (1912–2005), britischer Diplomat und Politiker
- Donald A. Bruce, britischer Geotechniker
- Donald C. Bruce (1921–1969), US-amerikanischer Politiker
- Donald Bruce (Ökonom), US-amerikanischer Ökonom
- Douglas Bruce (* 1947), neuseeländischer Rugby-Union-Spieler
- Dylan Bruce (* 1980), kanadischer Schauspieler und Model

#### E
- Ed Bruce (1939–2021), US-amerikanischer Countrymusiker
- Edmond Bruce (1899–1973), US-amerikanischer Elektroingenieur
- Edward Bruce, 1. Earl of Carrick (um 1280–1318), Hochkönig von Irland, Bruder König Roberts I. von Schottland
- Edward Bruce, 1. Lord Kinloss (1548–1611), schottischer Adliger
- Edward Bruce, 2. Lord Kinloss (1594–1613), schottischer Adliger
- Edward Bruce, 10. Earl of Elgin (1881–1968), britischer Adliger
- Edward Bruce (Bogenschütze) (1861–1919), US-amerikanischer Bogenschütze
- Eileen Adelaide Bruce (1905–1955), englische Botanikerin
- Eli Metcalfe Bruce (1828–1866), US-amerikanischer Philanthrop und Politiker

#### F
- Florence Brudenell-Bruce (* 1985), britisches Model und Schauspielerin
- Francis Hovell-Thurlow-Cumming-Bruce, 8. Baron Thurlow (1912–2013), britischer Adliger und Diplomat
- Frederick Bruce (Diplomat) (1814–1867), britischer Minister in Washington
- Frederick Fyvie Bruce (1910–1990), schottischer Theologe
- Frederick Nanka-Bruce (1878–1953), ghanaischer Politiker

#### G
- Geoff Bruce (* 1953), US-amerikanischer Skirennläufer
- Geoffrey Bruce (1896–1972), britischer Alpinist
- George Bruce (Industrieller) (1781–1866), britisch-US-amerikanischer Industrieller, Erfinder und Geschäftsmann
- Gordon Bruce (Eishockeyspieler) (Arthur Gordon Bruce; 1919–1997), kanadischer Eishockeyspieler
- Gordon Bruce (Politiker) (Gordon Lindsay Bruce; 1930–1995), australischer Politiker

#### H
- Harriet Bruce-Annan (* 1965), ghanaische Programmiererin und Entwicklungshelferin
- Henry Bruce, 1. Baron Aberdare (1815–1895), britischer Staatsmann
- Hilda M. Bruce (1903–1974), britische Zoologin, siehe auch Bruce-Effekt
- Horatio Washington Bruce (1830–1903), US-amerikanischer Jurist und Politiker

#### I
- Ian Bruce (Segler) (* 1933), kanadischer Segler
- Ian Bruce (Leichtathlet) (* 1935), australischer Leichtathlet

#### J
- Jack Bruce (1943–2014), britischer Musiker
- Jacob Bruce (General) (1732–1791), russischer General en chef
- Jacob Daniel Bruce (1669–1735), russischer Generalfeldmarschall
- James Bruce (1730–1794), schottischer Forschungsreisender
- James Bruce, 8. Earl of Elgin (1811–1863), britischer Kolonialbeamter und Diplomat
- Jean Bruce (1921–1963), französischer Schriftsteller
- John Bruce (Politiker) (1837–1893), kanadischer Politiker und Richter
- John Bruce (Mediziner) (1905–1975), britischer Chirurg
- John Bruce-Gardyne, Baron Bruce-Gardyne (1930–1990), britischer Politiker
- John Calvert Nayo Bruce (1859–1919), togoischer Impresario

#### K
- Kate Bruce (1860–1946), US-amerikanische Schauspielerin
- Kwassi Bruce (1893–1964), Pianist und Leiter der Deutschen Afrika-Schau

#### L
- Laura Bruce (* 1959), US-amerikanische Künstlerin
- Lauren Bruce (* 1997), neuseeländische Hammerwerferin und Diskuswerferin
- Lawrence Bruce, britischer Ringer
- Lenny Bruce (1925–1966), US-amerikanischer Comedian
- Lisa Bruce, US-amerikanische Filmproduzentin

#### M
- Malcolm Bruce (* 1944), britischer Politiker
- Margaret Bruce (1315/1322–1346/1347), schottische Prinzessin
- Marjorie Bruce (1296–1316), schottische Königstochter
- Mary Bruce (vor 1304–vor 1323), schottische Adlige
- Mathilda Bruce († 1353), schottische Prinzessin
- Matthew Linn Bruce (1860–1936), US-amerikanischer Rechtsanwalt, Richter und Politiker
- Maud Bruce (vor 1304–vor 1329), schottische Adlige
- Melanie Bruce (* 1972), britische Eiskunstläuferin
- Mia McKenna-Bruce (* 1997), britische Schauspielerin
- Michael Bruce (Schriftsteller) (1746–1767), schottischer Dichter
- Michael Bruce (Musiker) (* 1948), US-amerikanischer Rockmusiker
- Michael Bruce (* 1955), deutsch-kanadischer Eishockeyspieler, siehe Mike Bruce
- Michael Bruce (Komponist) (* 1973), schottischer Komponist
- Michael Brudenell-Bruce, 8. Marquess of Ailesbury (1926–2024), britischer Peer und Politiker
- Morys Bruce, 4. Baron Aberdare (1919–2005), britischer Politiker und Mitglied des Oberhauses (Conservative Party)

#### N
- Nayo Bruce (1856–1919), togoisch-deutscher Schausteller
- Neely Bruce (* 1944), US-amerikanischer Komponist, Dirigent, Pianist, Musikwissenschaftler und -pädagoge
- Neil Bruce, schottischer Rebell
- Nick Bruce (* 1992), US-amerikanischer BMX-Freestyle-Fahrer
- Nigel Bruce (1895–1953), britischer Schauspieler
- Norman Bruce (1932–1992), schottischer Rugby-Union-Spieler

#### P
- Patrick Henry Bruce (1881–1936), US-amerikanischer Maler
- Phineas Bruce (1762–1809), US-amerikanischer Politiker

#### R
- Regina Bruce (1900–1991), deutsch-togoische Pädagogin, Präsidentin des Roten Kreuzes von Togo
- Richard Francis-Bruce (* 1948), australischer Filmeditor
- Robert the Bruce (1274–1329), König von Schottland, siehe Robert I. (Schottland)
- Robert Bruce, Lord of Liddesdale († 1332), schottischer Adliger
- Robert Bruce Stuart (*† 1602), schottischer Prinz, siehe Robert Stuart, Duke of Kintyre and Lorne
- Robert Bruce, 1. Earl of Ailesbury (1626–1685), englischer Peer und Politiker
- Robert Bruce (General) (1668–1720), russischer General mit schottischer Herkunft
- Robert Bruce (1813–1862) Sohn des 7. Earl of Elgin, und Bruder des 8. Earl of Elgin
- Robert Bruce, 8. Lord Balfour of Burleigh (* 1927), britischer Peer und Politiker
- Robert Bruce (Squatter) (1835?–1908), australischer Squatter und Autor
- Robert Bruce (Künstler), US-amerikanischer Künstler
- Robert Bruce (Schwimmer) (* 1969), australischer Schwimmer
- Robert Randolph Bruce (1861–1942), kanadischer Ingenieur und Bergbauunternehmer
- Roualeyn Hovell-Thurlow-Cumming-Bruce, 9. Baron Thurlow (* 1952), britischer Peer und Politiker
- Rowena Mary Bruce (1919–1999), englische Schachspielerin

#### S
- Sandy Bruce-Lockhart, Baron Bruce-Lockhart (1942–2008), britischer Politiker (Conservative Party)
- Scott G. Bruce (* 1967), kanadischer Mittelalterhistoriker
- Shelbie Bruce (* 1992), US-amerikanische Schauspielerin
- Stanley Bruce (1883–1967), australischer Politiker
- Stella Bruce (Ram Mohan; 1937–2008), indischer tamilischer Schriftsteller
- Stephanie Bruce (* 1984), US-amerikanische Langstreckenläuferin
- Steve Bruce (Soziologe) (* 1954), englischer Soziologe und Hochschullehrer
- Steve Bruce (Fußballspieler) (* 1960), englischer Fußballspieler und -trainer

#### T
- Tami Bruce (* 1967), US-amerikanische Schwimmerin
- Tammy Bruce (* 1962), US-amerikanische Publizistin, feministische Autorin und Radio-Moderatorin
- Terry L. Bruce (* 1944), US-amerikanischer Politiker
- Theo Bruce (1923–2002), australischer Weitspringer
- Thomas Bruce, schottischer Ritter und Rebell
- Thomas Bruce, 7. Earl of Elgin (1766–1841), britischer Peer und Diplomat
- Tom Bruce (1952–2020), US-amerikanischer Schwimmer
- Tommy Bruce (1937–2006), britischer Sänger

#### V
- Vicki Bruce (* 1953), britische Psychologin und Hochschullehrerin
- Victor Bruce, 9. Earl of Elgin (1849–1917), britischer Politiker (Liberaler)
- Vida Bruce, ghanaische Leichtathletin
- Virginia Bruce (1910–1982), US-amerikanische Schauspielerin und Sängerin

#### W
- Wendy Bruce (* 1973), US-amerikanischer Gerätturner
- William Bruce (Architekt) (1630–1710), schottischer Architekt
- William Bruce (Geschäftsmann) (1762–1830), US-amerikanischer Geschäftsmann, siehe Eaton (Ohio) #Geschichte
- William Bruce (Cricketspieler) (1864–1925), australischer Cricketspieler
- William Blair Bruce (1859–1906), kanadischer Maler
- William Cabell Bruce (1860–1946), US-amerikanischer Politiker
- William Speirs Bruce (1867–1921), schottischer Polarforscher